# Martin de Ratabon
Martin de Ratabon, né à Paris vers 1654 et mort le 8 juin 1728 à Paris, est un prélat français, évêque d'Ypres en 1693 puis de Viviers de 1713 à 1723. Il est fils d'Antoine de Ratabon.

## Biographie
Le parisien Martin de Ratabon est docteur en théologie, professeur au collège de Navarre, il est ordonné prêtre le 28 mars 1682. Aumônier du roi et vicaire général de l'évêque de Strasbourg, il est désigné comme évêque d'Ypres le 12 mai 1689 et confirmé le 12 octobre 1693. il est consacré le 6 décembre suivant par Guillaume-Egon de Fürstenberg l'évêque de Strasbourg. Découragé par les défaites des armées françaises, Il résigne son siège le 5 janvier 1713 avant les Traités d'Utrecht. il est nommé évêque de Viviers le 22 avril 1713. Il reçoit ses bulles de confirmation le 18 septembre de la même année. Il renonce à son évêché le 20 février 1723 et meurt cinq ans plus tard.
En 1713 il devient abbé commendataire de l'abbaye Saint-Barthélemy de Noyon.

## Source
- Notices d'autorité :   - VIAF
  - ISNI
  - BnF (données)
  - IdRef
  - GND
- Ressource relative à la religion :   - Catholic Hierarchy
- (en) Catholic Hierarchy.org: Bishop Martin de Ratabon